# Acrobeles ciliatus
Acrobeles ciliatus är en rundmaskart. Acrobeles ciliatus ingår i släktet Acrobeles och familjen Cephalobidae. Arten är reproducerande i Sverige. Inga underarter finns listade i Catalogue of Life.